# Cladochaeta simplex
Cladochaeta simplex är en tvåvingeart som beskrevs av David Grimaldi och Nguyen 1999. Cladochaeta simplex ingår i släktet Cladochaeta och familjen daggflugor. Inga underarter finns listade i Catalogue of Life.